# Olivetti Praxis 35
Olivetti Praxis 35 è la prima macchina per scrivere elettronica portatile della Olivetti e in generale al mondo, nata nel 1980 dal progetto di Mario Bellini e Sandro Pasqui.

## La macchina per scrivere
Presentata insieme alla Praxis 30 alla Fiera di Hannover nel 1980, la macchina fu la prima macchina per scrivere elettronica portatile prodotta al mondo. Il primato, insieme alla mancanza iniziale di concorrenza, fu una delle cause del grande successo di questa macchina, insieme al fatto che per la scrittura l'uso del computer, che pur cominciava a diffondersi, era troppo dispendioso, e all'uso semplice, nonché la sicurezza data dalla rete di distribuzione Olivetti.
Nella macchina è presente un sistema di stampa a “margherita” intercambiabile, ma pur non essendo presente un display di visualizzazione è possibile, grazie alla memoria presente, correggere gli ultimi caratteri battuti.
La macchine era dotata di una custodia in ABS, per facilitarne il trasporto.
Nel 1981 la Praxis 35 ha vinto il Compasso d'oro per il design.